# Leichtathletik-Weltmeisterschaften 2011/Teilnehmer (Ghana)
| Gelbes Symbol für Goldmedaillen mit stilisierten Olympischen Ringen | Graues Symbol für Silbermedaillen mit stilisierten Olympischen Ringen | Braundes Symbol für Bronzemedaillen mit stilisierten Olympischen Ringen |
| ------------------------------------------------------------------- | --------------------------------------------------------------------- | ----------------------------------------------------------------------- |
| —                                                                   | —                                                                     | —                                                                       |

Der Leichtathletik-Verband Ghana stellte bei den Leichtathletik-Weltmeisterschaften 2011 im koreanischen Daegu sechs Teilnehmer.

## Ergebnisse

### Männer

#### Laufdisziplinen
| Athlet                                               | Disziplin | Vorlauf | Vorlauf | Halbfinale    | Halbfinale    | Finale        | Finale        |
| Athlet                                               | Disziplin | Zeit    | Platz   | Zeit          | Platz         | Zeit          | Platz         |
| ---------------------------------------------------- | --------- | ------- | ------- | ------------- | ------------- | ------------- | ------------- |
| Aziz Zakari                                          | 100 m     | 10,55 s | 35      | ausgeschieden | ausgeschieden | ausgeschieden | ausgeschieden |
| Emmanuel Kubi Tim Abeyie Agyapong Ashhad Aziz Zakari | 4 × 100 m | 39,17 s | 16      |               |               | ausgeschieden | ausgeschieden |

#### Sprung/Wurf
| Athlet           | Disziplin  | Qualifikation | Qualifikation | Finale        | Finale        |
| Athlet           | Disziplin  | Weite/Höhe    | Platz         | Weite/Höhe    | Platz         |
| ---------------- | ---------- | ------------- | ------------- | ------------- | ------------- |
| Ignisious Gaisah | Weitsprung | 7,92 m        | 17            | ausgeschieden | ausgeschieden |

### Frauen

#### Siebenkampf
| Athletin         | Disziplin | 100 m Hürden | Hochsprung | Kugelstoßen | 200 m   | Weitsprung | Speerwurf | 800 m       | Punkte | Platz |
| ---------------- | --------- | ------------ | ---------- | ----------- | ------- | ---------- | --------- | ----------- | ------ | ----- |
| Margaret Simpson | Ergebnis  | 13,43 s SB   | 1,80 m SB  | 12,48 m     | 25,23 s | 5,88 m     | 53,13 m   | 2:17,91 min | 6183   | 13    |
| Margaret Simpson | Punkte    | 1060         | 978        | 693         | 866     | 813        | 921       | 852         | 6183   | 13    |